# 韩熙载

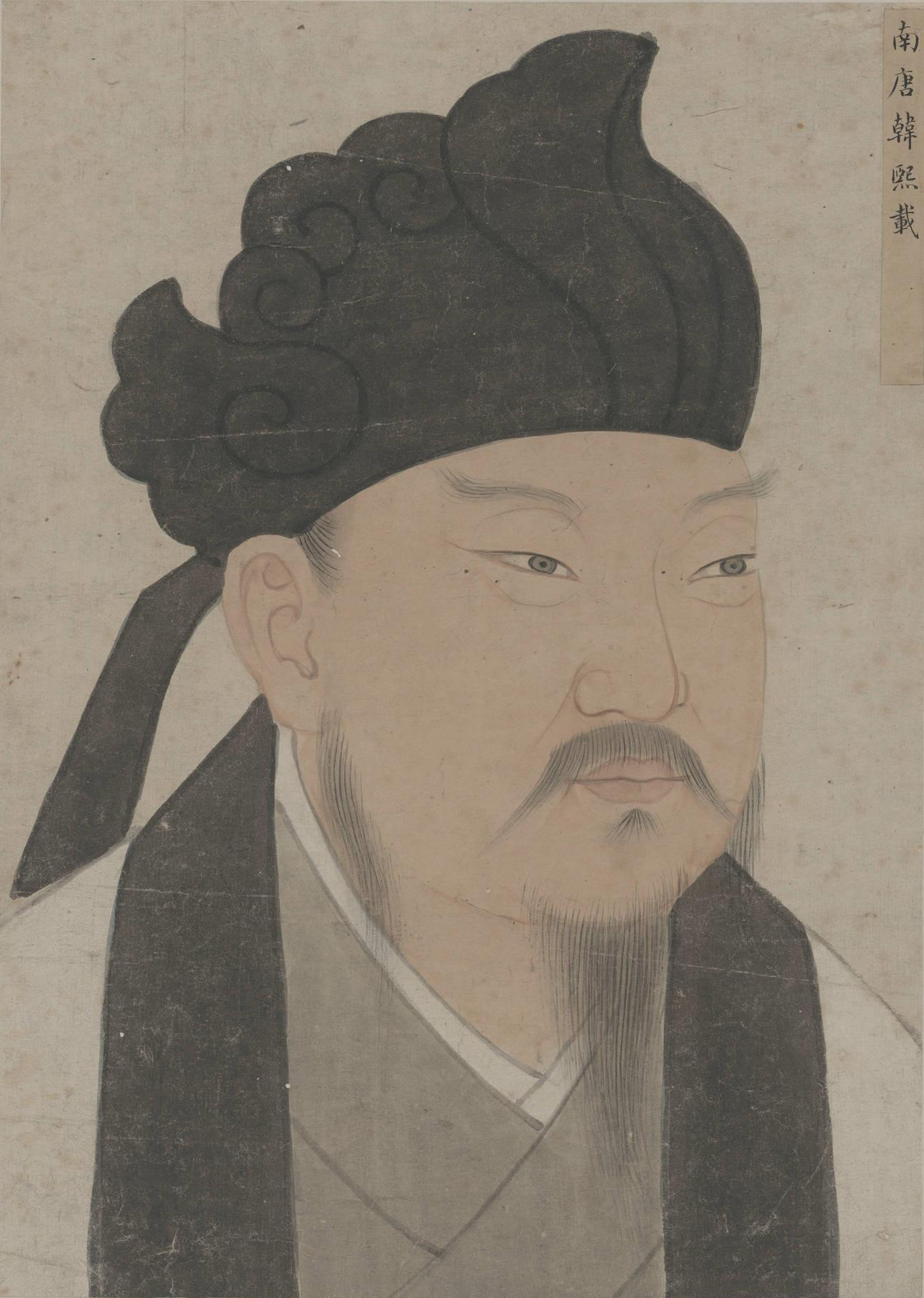
清南薰殿韩熙载画像

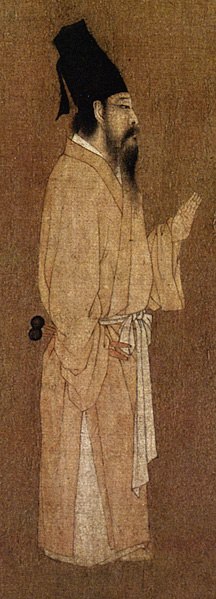
《韩熙载夜宴图》中的韩熙载

韓熙載（902年—970年），字叔言，五代十国南唐宰相，濰州北海（今山東濰坊）人。後唐同光进士。因父被李嗣源所杀而奔吴。南唐李昪时，任秘书郎，辅太子于东宫。李璟时，迁吏部员外郎，史馆修撰，兼太常博士，拜中书舍人。
交泰元年（958年）货币贬值，提议铸铁钱，提高币值。一枚新大钱，当十枚旧钱；一枚新小钱，当二枚旧钱。仿“开元通宝”规格，徐铉为书篆文。新钱铸成，广为流通。韩熙载拜户部侍郎，充铸钱使。后升任兵部尚书，勤政殿学士承旨。
韩熙载博学，善文，史称“制诰典雅，有元和之风。”工书法，常替人做銘志碑記。与徐铉齐名，並稱“韓徐”，江左稱其為“韓夫子”、“神仙中人”。熙载性放荡不羈，蓄有爱妓王屋山，經常在姬妾前，以手摸賓客的下體，議論生殖器的大小，以為笑樂。皇帝李璟賞賜他的金銀財帛，他全分給歌姬妾侍四十餘人，自己不留一錢。他自己經常飲食斷絕，三餐不繼時，便扮成乞丐，背起竹筐，走到各姬妾住處乞食。南唐後主李煜聽說韓熙載生活“荒縱”，派顧閎中夜入韓宅，窺看其縱情聲色的場面，目識心記，後畫成《韓熙載夜宴圖》。卒后追贈右仆射、同平章事，谥“文靖”。有《定居集》、《拟议集》（已佚）、《格言》50余篇。
宋太祖開寶三年（970年）七月二十七日（8月31日） ，韓熙載逝世，享年六十九歲，李煜下詔贈韓熙載為左僕射、同平章事，賜諡“文靖”。

### 相关书籍
- 《韩熙载夜宴》，中国民主法制出版社，吴蔚／著